# Thomas Arne
Thomas Augustine Arne ([ˈtɒm.əs ɑːn]; Londra, 12 marzo 1710 – Londra, 5 marzo 1778) è stato un compositore britannico, conosciuto dai contemporanei come il Dottor Arne.
Prolifico compositore di musica teatrale e di cantate, fu attivo a Londra. Fu contemporaneo di Händel che ebbe modo probabilmente di conoscere direttamente.

## Biografia
La precisa data di nascita non è ben conosciuta, si pensa attorno al 12 marzo 1710. Il bambino fu comunque battezzato undici settimane dopo nella chiesa di St. Paul, a Covent Garden.
La famiglia Arne era notoriamente cattolica. Il padre era un tappezziere di Covent Garden che, dopo aver sofferto di grande povertà, aveva fatto fortuna ed aveva acquistato una grande casa in quella zona. Il padre, volendo avviare il figlio allo studio della legge, lo inviò presso il collegio di Eton. Ma Thomas Augustine era vivamente appassionato alla musica ed anche molto dotato, perciò mal sopportava l'idea degli studi di diritto.
Secondo la tradizione, assistendo ad un'opera teatrale italiana, avrebbe incontrato Michael Festing, compositore e clavicembalista molto quotato, il quale lo avrebbe spinto a perseguire la via della musica. Studiò inizialmente il clavicembalo, ed in seguito anche il violino, inizialmente di nascosto finché suo padre non fu convinto da un professore. Inoltre, grande fattore frenante lo ebbe la religione, che gli interdisse l'apparire alla funzioni ufficiali, spingendo il suo estro verso altri generi come l'opera lirica.
Difatti, essendo sua sorella Susannah Maria un celebre contralto, scrisse appositamente per lei la sua prima opera del 1733, intitolata Rosamond.
Si sposò nel 1736 con Cecilia Young, figlia di un organista allievo di Francesco Geminiani e famosa cantante lirica. In pochissimo tempo compose numerosi Masques e Opere, che per la loro raffinatezza lo innalzarono come compositore inglese più famoso dell'epoca. Una parte rilevante del suo successo la ebbero anche le sue composizioni strumentali.
Divenne Dottore di Musica e fu così soprannominato Dottor Arne.
Come Geminiani, fu membro della Massoneria.
Le fonti ci indicano Arne di carattere bizzoso e collerico, così nel 1750 ebbe una discussione con sua sorella. Ella allora per dispetto lasciò il Drury Lane per il Covent Garden Theatre, la cui fama stava allora imponendosi.
Pochi anni dopo, si separò dalla moglie Cecilia (1755). Nello stesso tempo iniziò una relazione con una delle sue allieve, Charlotte Brent, soprano di gran classe che aveva recitato in alcune delle sue opere.
Le difficoltà aumentarono poiché la rendita a lui versata era andata sempre scemando, ed era praticamente ridotta a niente. Il periodo di difficoltà finanziaria terminò attorno al 1770, quando ripresero le tournée. In una di queste, a Dublino, si riconciliò con la moglie, che lo aveva seguito. Era l'anno 1777, ed avevano avuto un solo figlio, Michael.
Thomas Augustine Arne morì il 5 marzo 1778 e fu seppellito nel cimitero di Covent Garden.

## Opere
Il suo primo lavoro, la Rosamond del 1733, è andato perduto. Notissimo l'inno Rule, Britannia! finale dell'opera Alfred, su testo di James Thomson, ancora cantato in tutto il Regno Unito, con cui Arne riaffermò la propria importanza, soprattutto sull'antico Händel. Suo è l'arrangiamento di God Save the King, cantato pubblicamente per la prima volta il 28 settembre 1745 al Theatre Royal Drury Lane.
Altre opere da lui composte sono:
- più di 30 opere (la più famosa è Artaserse o Artaxerses, libretto di Pietro Metastasio e traduzione inglese del compositore del successo del 1762 al Royal Opera House, Covent Garden di Londra con Giusto Fernando Tenducci);
- dei Masque;
- alcune musiche di scena, tra le quali notevoli sono quelle per alcuni drammi di Shakespeare;
- 7 sonate per clavicembalo;
- 6 concerti d'organo, secondo la formula inventata da Haendel;
- 8 ouverture;
- 4 sinfonie;
- 7 trii per archi;
- musica sacra (oratori, cantate).

Il compositore si prefiggeva di promuovere l'opera inglese "nello stile italiano". Lo stile di Arne è universalmente, in tutte le sue opere, quello definito "galante" ovvero quello stile particolarmente attento all'estetica melodica, tipico dell'Inghilterra settecentesca.